# Lispocephala setitibia
Lispocephala setitibia este o specie de muște din genul Lispocephala, familia Muscidae, descrisă de Adrian C. Pont în anul 2001. Conform Catalogue of Life specia Lispocephala setitibia nu are subspecii cunoscute.